# Stachelrindenpilze
Die Stachelrindenpilze (Gloiodon) sind eine Pilzgattung aus der Familie der Ohrlöffelstachelingsverwandten. Die an Holz lebenden Arten haben resupinate bis effuso-reflexe oder hutartige, bräunliche Fruchtkörper mit einem stacheligen Hymenophor. Mikroskopisch sind sie durch ihre Gloeozystiden und die amyloiden, ornamentierten Sporen gekennzeichnet.
Die Typusart der Gattung ist der Struppige Stachelrindenpilz (Gloiodon strigosus).

## Merkmale

### Makroskopische Merkmale
Die einjährigen Fruchtkörper sind oft schichtartig auf dem Substrat ausgebreitet (resupinat), wobei die Ränder aufwärts gebogen sein können (effuso-reflex). Sie können aber auch einen stiellosen Hut ausbilden, der dann gewölbt bis flach ausgebreitet ist und eine trockene, filzige oder striegelige Oberfläche hat. Diese ist mehr oder weniger braun, bei Reife auch fast schwarz gefärbt. Das Hymenophor besteht aus abgerundeten, konischen, bis zu 10 mm langen Stacheln, die lebhaft bis stumpf braun oder grau gefärbt sind. Das Fleisch (Trama) ist spärlich, rostbraun gefärbt und ziemlich weich bis hart. Das Sporenpulver ist weißlich. 

### Mikroskopische Merkmale
Die Sporen sind fast kugelig bis breit elliptisch und haben einen deutlichen Apiculus. Sie sind stark amyloid, fein ornamentiert und messen 4–6 × 3,5–5 µm. Die keulenförmigen, zylindrischen oder zusammengezogenen Basidien sind 15–25 µm lang und besitzen 4 Sterigmen und an der Basis eine Schnalle. Das Hyphensystem ist monomitisch und besteht aus generativen Hyphen, die an den Septen Schnallen tragen. Aber oft scheint das Hyphensystem dimitisch zu sein, da es einige dunkel pigmentierte, sklerotische Hyphen gibt, die sparsam verzweigt sind und nur gelegentlich Schnallen tragen. Sie erinnern daher stark an Skeletthyphen. Die Stacheln enthalten gloeoplere Hyphen, die in Gloeozystiden enden.

## Ökologie und Verbreitung
Der Pilz lebt saprobiontisch auf Laubholz, oft von Pappeln, aber Erlen und Weiden. Auf abgestorbenem Holz verursacht er eine Weißfäule. Weltweit gibt es drei Arten. In Europa kommt nur der Struppige Stachelrindenpilz vor, der vor allem in Nord- und Osteuropa verbreitet ist und auch in Nordamerika und Asien (Sibirien) vorkommt. Die Art ist allerdings überall recht selten. In Deutschland sind wenige Funde aus den bayrischen Alpen bekannt.

## Systematik
Die Gattung Gloiodon wurde 1879 durch den finnischen Mykologen P. Karsten definiert, um Arten mit ungestielten pileaten oder effuso-reflexen, ledrig bis korkigen Fruchtkörpern von der Gattung Hydnum abzugrenzen. Als Typusart wählte er Hydnum strigosum, eine Art, die in Finnland nicht selten ist.
Gloiodon ist zweifellos eng mit der Gattung Auriscalpium verwandt. Beide Gattungen gehören zu den Arten mit hydnoiden Hymenophor, gloeopleren Hyphen und amyloiden, ornamentierten Basidiosporen. Doch während die Vertreter von Gloiodon ungestielte Fruchtkörper haben, sind für Auriscalpium gestielte Fruchtkörper kennzeichnend. M. Geesteranus stellte die beiden Gattungen in die Familie der Auriscalpiaceae (Ohrlöffelstachelingsverwandte). Später stellte Donk zusätzlich noch die Gattung Lentinellus in die Familie. Dabei handelt es sich zwar um Lamellenpilze, die aber mikromorphologisch auffallend ähnlich sind. 

Minimum Evolution-Stammbaum von Gloiodon. Gloiodon ist nah verwandt mit Auriscalpium und steht innerhalb der Familie der Auriscalpiaceae. Der Stammbaum wurde mit dem MEGA 5.10-Programm erstellt. Alle rDNA-Sequenzen stammen von der GenBank. Der Bootstraptest wurde mit 1000 Wiederholungen durchgeführt. Alle weiteren Informationen werden in der Bildbeschreibung angegeben.

Jüngere molekularbiologische Untersuchungen zeigen, dass die Familie der Auriscalpiaceae zur russuloiden Abstammungslinie (Klade) gehört und die Gattung Gloiodon phylogenetisch eng mit den Gattungen Auriscalpium und Dentipratulum verwandt ist, während die Gattung Lentinellus einen Seitenzweig bildet. Auch die Becherkorallen (Artomyces) gehören zu dieser Abstammungslinie und werden von einigen Mykologen ebenfalls in die Familie Auriscalpiaceae gestellt.
In der Indexfungorum-Datenbank wird die Gattung Gloiodon noch der Familie der Bondarzewiaceae (Bergporlingsverwandten) zu geordnet, zu der aber keine nähere Verwandtschaft besteht. Der Gefranste Resupinatstacheling (Steccherinum fimbriatum)  und der Ockerrötliche Resupinatstacheling (Steccherinum ochraceum) wurden früher auch in die Gattung gestellt, sind aber nicht näher verwandt, sondern gehören zur Ordnung Polyporales.